# Pia Ahrenkilde-Hansen

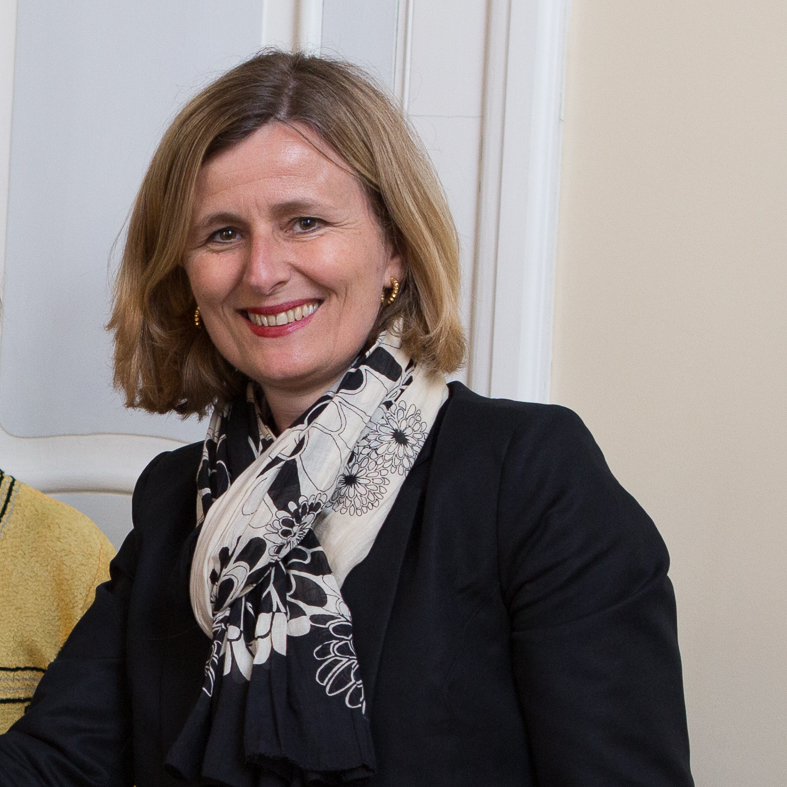
Pia Ahrenkilde-Hansen

Pia Ahrenkilde Hansen (* 19. April 1963 in Helleruplund), auch Pia Ahrenkilde, ist eine dänische EU-Beamtin und amtiert seit September 2023 als Generaldirektorin für Bildung, Jugend, Kultur und Sport.

## Leben
Pia Ahrenkilde-Hansen studierte von 1984 bis 1990 an der Copenhagen Business School und schloss mit einem Master of Science in International Business Administration und Modernen Sprachen ab.
Sie trat 1991 in den Dienst der Europäischen Kommission und durchlief dort eine Karriere mit zahlreichen Stationen im Bereich der Pressearbeit. So war sie zwischen 1999 und 2004 Pressesprecherin für verschiedene Kommissare und Präsidenten der EU. Sie wurde 2004 stellvertretende Chef-Pressesprecherin und leitete die  strategische Planungsgruppe in der Generaldirektion Kommunikation.
Anschließend bekleidete sie von 2009 bis 2014 die Funktion der Chef-Pressesprecherin der Kommission. Von 2014 bis 2018 war sie als Direktorin für die Vertretungen der Kommission in den Mitgliedstaaten zuständig.
Von März 2018 bis März 2020 war sie im Generalsekretariat des Rates der Europäischen Union tätig, zuletzt als stellvertretende Generalsekretärin. Von 2019 bis 2023 war sie Generaldirektorin der Generaldirektion Kommunikation.